# Tacciana Ihnaćjewa
Tacciana Ihnaćjewa, biał. Таццяна Ігнацьева (ur. 11 czerwca 1974) – białoruska i radziecka tenisistka, finalistka French Open 1990 w grze pojedynczej i podwójnej dziewcząt, reprezentantka kraju w Pucharze Federacji.

## Kariera tenisowa
W karierze wygrała jeden turniej singlowy rangi ITF. 9 sierpnia 1993 zajmowała najwyższe miejsce w rankingu singlowym WTA Tour – 91. pozycję, natomiast 12 sierpnia 1991 osiągnęła najwyższą lokatę w deblu – 570. miejsce.
Jako juniorka w 1990 roku osiągnęła finały w wielkoszlemowym French Open 1990 w grze pojedynczej i podwójnej dziewcząt. W finale singla uległa Magdalenie Maleewej 2:6, 3:6, natomiast w meczu mistrzowskim w deblu razem z Iryną Suchową przegrały z parą Ruxandra Dragomir–Irina Spîrlea 3:6, 1:6.
W 1994 roku po raz pierwszy reprezentowała kraj w zmaganiach o Puchar Federacji. Łącznie rozegrała 24 spotkania, z których w 13 zwyciężyła.

## Wygrane turnieje rangi ITF
| turnieje z pulą nagród 100 000 $ |
| turnieje z pulą nagród 75 000 $  |
| turnieje z pulą nagród 50 000 $  |
| turnieje z pulą nagród 25 000 $  |
| turnieje z pulą nagród 10 000 $  |

### Gra pojedyncza
|    | Data       | Turniej | Naw.    | Przeciwniczka | Wynik         |
| 1. | 07/08/1994 | Sopot   | Ceglana | Sandra Dopfer | 2:6, 6:3, 6:2 |

## Finały wielkoszlemowych turniejów juniorskich

### Gra pojedyncza (1)
| Końcowy wynik | Rok  | Turniej     | Nawierzchnia | Przeciwniczka     | Wynik finału |
| Finalistka    | 1990 | French Open | Ceglana      | Magdalena Maleewa | 2:6, 3:6     |

### Gra podwójna (1)
| Końcowy wynik | Rok  | Turniej     | Nawierzchnia | Partnerka     | Przeciwniczki                   | Wynik finału |
| Finalistka    | 1990 | French Open | Ceglana      | Iryna Suchowa | Ruxandra Dragomir Irina Spîrlea | 3:6, 1:6     |